# 蛇麻醇酯
蛇麻醇酯是一種存在於多種蔬果及植物的有機化合物，又名為羽扇豆醇。2007年10月16日，香港大學李嘉誠醫學院發表簡報，指學院研究發現這種物質能有效對抗頭頸癌，若能配合傳統治療方法，效果更佳。而由於蛇麻醇酯能夠指向腫瘤，有助消滅癌細胞，蛇麻醇酯有助復發率極高的頭頸癌病人控制病程。
蛇麻醇酯是一種從蛇麻醇演化而來的酯類化合物，最初從蛇麻的萃取物被發現。蛇麻的花是啤酒的苦味來源酒花的其中一種成分。

## 有此成分的植物
目前在異葉蛇葡萄根、麻櫟葉、蒙古櫟中，已檢驗出含有蛇麻醇酯的成分。

## 延伸閱讀
- 香港大學都市日報 Health Information